# With a Little Help from My Friends
"With a Little Help from My Friends" pjesma je engleskog rock sastava The Beatles, s njihova albuma Sgt. Pepper's Lonely Hearts Club Band iz 1967. godine. Napisali su je John Lennon i Paul McCartney, a otpjevao bubnjar Ringo Starr. Kao druga pjesma na albumu, počinje s aplauzom s kojim je naslovna pjesma završila.
Godine 1978., pjesma je zajedno sa "Sgt. Pepper's Lonely Hearts Club Band" objavljena kao singl. Dostigla je 63. mjesto u UK-u i 71. mjesto u SAD-U. Starr redovito pjeva pjesmu na samostalnim koncertima. "With a Little Help from My Friends" našla se na 311. mjestu Rolling Stone'ove liste 500 najboljih pjesama svih vremena
Prva obrada pjesme, koju je snimio glazbenik Joe Cocker postala je hit i tzv. "himna" Woodstock ere.

## Pozadina i kompozicija
Lennon i McCartney završili su pisanje pjesme sredinom ožujka 1967. godine, a napisali je posebno za Starrovu pjesmu na albumu. McCartney je rekao: "Više-manje smo je zajedno napisali, John i ja radili smo pjesmu za Ringa, mala rukotvorina." Godine 1970., Lennon je rekao: "Paul se dosjetio rečenice 'a little help from my friends.' ('mala pomoć mojih prijatelja') Imao je nekakvu strukturu za nju, pa smo pjesmu napisali pola-pola oko te ideje.", ali 1980. godine, Lennon je rekao: "Ovo je Paulova pjesma, s mojom malom pomoći. 'What do you see when you turn out the light/ I can't tell you, but I know it's mine...' ('Što vidiš kada upališ svijetlo/ Ne mogu ti reći, ali znam da je moje'...) je moja rečenica." Kratko vrijeme se zvala "Bad Finger Boogie" (što je kasnije poslužilo kao inspiracije za ime sastava Badfinger), navodno zato što je Lennon osmislio melodiju za glasovir sa srednjim prstom, nakon što je ozlijedio kažiprst.
Lennon i McCartney namjerno su napisali melodiju u ograničenom okružju – osim zadnje kitice, koju je McCartney pažljivo napisao zajedno sa Starrom. Starr je u dokumentarcu Anthology, objasnio kako je inzistirao da se prva rečenica u pjesmi promijeni, a ona je glasila "What would you think if I sang out of tune? Would you throw ripe tomatoes at me?" (Što bi mislio kada bih pjevao neskladno? Bi li me gađao rajčicama?) – Starr je inzistirao na promijeni kako, tijekom nastupa uživo, obožavatelji ne bi bacali rajčice na njega. (Tijekom početaka, George Harrison izjavio je kako jako voli žele bombone, pa su ih obožavatelji redovito gađali njima.)
Nakon što je ponovno objavljena u SAD-u, guverner Marylanda, i budući potpredsjednik Sjedinjenih Američkih Država Spiro T. Agnew htio je da se pjesma zabrani, jer je mislio da je o uporabi droga.

## Snimanje
The Beatles počeli su snimati pjesmu 29. ožujka 1967. godine, dan prije no što su pozirali za fotografiju za omot albuma Sgt. Pepper. Snimili su pjesmu deset puta, a završili su oko 5.45 ujutro. Na matrici je Starr svirao bubnjeve, McCartney glasovir, Harrison glavnu gitaru, a Lennon je udarao kravlje zvono. U zoru, Starr se jedva dovukao do stepenica kako bi krenuo kući – ali ostali Beatlesi su ga nagovorili da otpjeva pjesmu odmah. Jedva je pristao, a ostali Beatlesi bili su uz njega kao moralna podrška.  Sljedećeg dana su dodali tamburin, prateće vokale, bas-gitaru i još električne gitare. Urednica časopisa TeenSet Judith Sims intervjuirala je jednog-po-jednog tijekom snimanja. Dok se pjesma snimala, u studiju su bili tehničari Mal Evans i Neil Aspinall, publicisti Tony Barrow i Terry Doran, fotografi Leslie Bryce i Frank Herrmann, i Cynthia Lennon.

## Zasluge
Prema Ianu MacDonaldu, osim gdje je drugačije naznačeno:
- Ringo Starr – glavni vokali, bubnjevi, tamburin
- John Lennon – prateći vokali, kravlje zvono, ritam gitara
- Paul McCartney – prateći vokali, glasovir, bas-gitara
- George Harrison – prateći vokali, ritam[10] i glavna gitara
- George Martin – hammond